# 131
Cette page concerne l'année 131  du calendrier julien. Pour l'année 131 av. J.-C., voir 131 av. J.-C. Pour le nombre 131, voir 131 (nombre).
L'année 131 est une année commune qui commence un dimanche.

## Événements
- Mars : 
  - Inauguration des premiers jeux grecs qui se tiennent à Antinoupolis, peut-être présidés par l'Empereur Hadrien ; de nombreuses communautés grecques ajoutent le culte d'Antinoüs à leur panthéon. Hadrien organise la constitution d'Antinoupolis qui devient la capitale de l'Heptanomie en moyenne Égypte[1].
  - L'historien grec Arrien est nommé par son ami Hadrien gouverneur de Cappadoce (fin en 137)[1].
- Été : Hadrien retourne à Antioche, puis part pour la Cilicie et la Pamphylie ; il traverse probablement la province d'Asie avant d'atteindre la Macédoine[1].
- Hiver : Hadrien est à Athènes ; pendant l'hiver 131-132, il garantit de nouveaux privilèges aux Athéniens, incluant peut-être la distribution gratuite de grains comme à Rome et à Antinoupolis et organise dans le stade une chasse gigantesque qui ne consomme pas moins de mille fauves[1]. Les Athéniens construisent une Porte en son honneur et l’empereur fait édifier une bibliothèque (131-132).

- Début du règne de Vasishtiputra Pulumayi (en), roi Satavahana des Andhra[2] (fin en 159.

- Selon la datation de la Chronique de Jérôme de Stridon, publication de l'Édit perpétuel par Hadrien et rédigé sous la direction du jurisconsulte Salvius Julianus qui codifie le droit romain et compile tous les édits déjà rédigés. Il est applicable dans tout l’empire. Cette datation de 131 n'est plus retenue par les historiens modernes, qui situent l'édit plus tard, vers la fin du règne d'Hadrien[3].
- Réorganisation du Conseil impérial de l'Empire romain (consilium principis) par l’empereur Hadrien[4]. L'administration centrale est renforcé, et les postes administratifs sont confiées à des Chevaliers selon une hiérarchie très stricte. Le Sénat est écarté des affaires.
- Édit d’Hadrien proclamant l’interdiction de pratiquer la circoncision, assimilée à la castration en droit romain. Hadrien interdit la lecture publique de la Torah sous peine de mort, ainsi que les fêtes et le respect du shabbat, l’enseignement de la Loi et l’ordination des rabbins[5].

## Naissances en 131
- Galien, médecin et savant grec. Plus de dix mille pages de ses écrits nous sont parvenues.